# Gemelos semi idénticos
Los gemelos semi idénticos (del inglés semi-identical twins) son el resultado de una forma muy rara de gemelación en la que los hermanos heredan exactamente los mismos genes de su madre, pero distintos genes de su padre. Aunque se han encontrado ejemplos de gemelos semi idénticos, el mecanismo exacto de su concepción todavía no es bien entendido.

## Mecanismo
Los gemelos idénticos son consecuencia de un óvulo fecundado (cigoto) y por tanto  (monocigótico), que se divide y produce dos individuos genéticamente idénticos (producto de un solo espermatozoide y un solo ovocito).

Los mellizos, originados de dos cigotos (dicigóticos) comparten aproximadamente el 50%  de secuencias de ADN idénticas (dos espermatozoides fertilizan dos ovocitos separados), lo que sucede habitualmente en los hermanos comunes de embarazos diferentes.

La Sesquizigosidad es una tercera forma de mellizos, en la que los individuos comparten entre el 50% y el 100% de la identidad genética por número de alelos compartidos.

Los gemelos semi idénticos se podrían producir por varios mecanismos:
- Dos espermatozoides fecundan un óvulo, uno de los cuales fecunda el corpúsculo polar (gemelación por corpúsculo polar).[3]
- Un óvulo se divide en copias idénticas, una conteniendo un corpúsculo polar, antes de la fecundación, permitiendo que sea fecundado por dos espermatozoides diferentes (también conocido como "gemelación por corpúsculo polar").[4][5]
- Dos espermatozoides fecundan un óvulo, formando un triploide, y a continuación se divide (gemelación semi idéntica).[6]

Esta situación no es la misma que la forma común de gemelación fraterna, en el que se fecundan dos óvulos genéticamente diferentes con dos espermatozoides genéticamente diferentes. En este caso de gemelos Semi-idénticos, el óvulo y el cuerpo polar son genéticamente idénticos.

## Semejanza
Los gemelos semi idénticos, pueden ser genéticamente más similares que los típicos hermanos o los mellizos (quienes sólo son tan similares como cualquier hermano), pero no comparten la totalidad de su genoma como lo hacen los gemelos idénticos. En promedio, los gemelos semi idénticos compartirían alrededor del 75% de su genoma.

## Incidencia
Un estudio de 1981 sobre la muerte de un feto gemelo triploide XXX sin corazón mostró que si bien su desarrollo fetal sugiere que se trataba de un gemelo idéntico, ya que compartía la placenta con su gemelo sano, las pruebas revelaron que probablemente era un gemelo de corpúsculo polar. Los autores fueron incapaces de predecir si un feto sano podría resultar de una gemelación por corpúsculo polar.

En 2003 un estudio argumentaba que muchos casos de triploidicidad surgen de la gemelación simiidéntica.

En 2007, Un estudio reportó el caso de una pareja de gemelos vivos, uno de ellos hermafrodita y el otro un varón fenotípico. Se encontró que los dos gemelos eran quimeras y que compartían todo su ADN materno pero solo la mitad del ADN de su padre. El mecanismo exacto de la fecundación no se pudo determinar, pero el estudio indicó que era poco probable que fuese un caso de gemelación por corpúsculo polar.

En 2019 se publicó otro caso.